# Calendario internazionale femminile UCI 2023
Il Calendario internazionale femminile UCI 2023 è l'edizione 2023 del circuito di corse internazionali di ciclismo femminile dell'Unione Ciclistica Internazionale. Esso è composto da una serie di corse, aperte a Elite e Under-23, che si tengono dal 4 febbraio al 15 ottobre 2022 in Europa e Asia.
Durante tutta la stagione i punti vengono assegnati alle vincitrici delle gare in linea, alle prime della classifica generale e alle vincitrici di ogni tappa delle corse a tappe. La qualità e la complessità di una gara determina anche quanti punti vengono assegnati alle prime classificate: più alto è il punteggio UCI di una gara, più punti vengono assegnati.
Le corse presenti in calendario appartengono alle seguenti classi:
- corse di un giorno: 1.1 e 1.2;
- corse a tappe: 2.1 e 2.2;
- campionati continentali: CC;
- Giochi regionali: JR.

## Calendario

### Febbraio
| Data  | Prova                                            | Cat. | Vincitrice                                                  | Squadra                                                     |
| ----- | ------------------------------------------------ | ---- | ----------------------------------------------------------- | ----------------------------------------------------------- |
| 4     | Aphrodite Cycling Race - ITT (2023)              | 1.2  | Antri Christoforou                                          | Human Powered Health                                        |
| 5     | Vuelta CV Féminas (2023)                         | 1.1  | Floortje Mackaij                                            | Movistar Team                                               |
| 5     | Grand Prix Apollon Temple (2023)                 | 1.2  | Sevinch Yuldasheva                                          | Uzbekistan                                                  |
| 8     | Aphrodite Cycling Race - Women for Future (2023) | 1.2  | Antri Christoforou                                          | Human Powered Health                                        |
| 9     | Campionati africani - Cronometro (2023)          | CC   | Aurélie Halbwachs                                           | Mauritius                                                   |
| 11    | Clásica de Almería (2023)                        | 1.1  | Émilie Fortin                                               | Cynisca Cycling                                             |
| 11    | Aphrodite's Sanctuary (2023)                     | 1.2  | Jesse Vandenbulcke                                          | Human Powered Health                                        |
| 12    | Campionati africani - In linea (2023)            | CC   | Ese Lovina Ukpeseraye                                       | Nigeria                                                     |
| 25-26 | Siedra Ancient City (2023)                       | 1.2  | Annullata a causa del terremoto in Turchia e Siria del 2023 | Annullata a causa del terremoto in Turchia e Siria del 2023 |
| 26    | Omloop van het Hageland (2023)                   | 1.1  | Lorena Wiebes                                               | Team SD Worx                                                |
| 28    | Le Samyn des Dames (2023)                        | 1.1  | Marta Bastianelli                                           | UAE Team ADQ                                                |

### Marzo
| Data  | Prova                                    | Cat. | Vincitrice                                                  | Squadra                                                     |
| ----- | ---------------------------------------- | ---- | ----------------------------------------------------------- | ----------------------------------------------------------- |
| 1     | Umag Trophy Ladies (2023)                | 1.2  | Alessia Vigilia                                             | Top Girls Fassa Bortolo                                     |
| 5     | Trofeo Oro in Euro (2023)                | 1.1  | Gaia Realini                                                | Trek-Segafredo                                              |
| 5     | Alanya Cup (2023)                        | 1.2  | Annullata a causa del terremoto in Turchia e Siria del 2023 | Annullata a causa del terremoto in Turchia e Siria del 2023 |
| 5     | Poreč Trophy Ladies (2023)               | 1.2  | Yanina Kuskova                                              | Uzbekistan                                                  |
| 7-11  | Trofeo Ponente in Rosa (2023)            | 2.2  | Jolanda Neff                                                | Svizzera                                                    |
| 8     | Gooikse Pijl Oetingen                    | 1.1  | Cancellata per neve                                         | Cancellata per neve                                         |
| 10    | Drentse 8 van Westerveld                 | 1.1  | Cancellata per neve                                         | Cancellata per neve                                         |
| 10-12 | Vuelta Extremadura Féminas (2023)        | 2.2  | Megan Armitage                                              | Arkéa Pro Cycling Team                                      |
| 17-19 | Tour de Normandie (2023)                 | 2.1  | Cédrine Kerbaol                                             | Ceratizit-WNT Pro Cycling Team                              |
| 30    | Campionati oceaniani - Cronometro (2023) | CC   | Georgia Perry                                               | Nuova Zelanda                                               |

### Aprile
| Data  | Prova                                          | Cat. | Vincitrice             | Squadra                        |
| ----- | ---------------------------------------------- | ---- | ---------------------- | ------------------------------ |
| 1º    | Campionati oceaniani - In linea (2023)         | CC   | Sophie Edwards         | Australia                      |
| 5     | Scheldeprijs Vrouwen Elite (2023)              | 1.1  | Lorena Wiebes          | Team SD Worx                   |
| 8-10  | Tour of Thailand (2023)                        | 2.1  | Lee Eun-hee            | Corea del Sud                  |
| 10    | Ronde de Mouscron (2023)                       | 1.1  | Martina Fidanza        | Ceratizit-WNT Pro Cycling Team |
| 14    | Campionati centroamericani - Cronometro (2023) | CC   | Wendy Ducreux          | Panama                         |
| 16    | Grand Prix Féminin de Chambéry (2023)          | 1.1  | Victorie Guilman       | FDJ-Suez                       |
| 16    | Campionati centroamericani - In linea (2023)   | CC   | Maria Fernanda Sánchez | Costa Rica                     |
| 18    | Campionati panamericani - Cronometro (2023)    | CC   | Amber Neben            | Stati Uniti                    |
| 22    | Omloop van Borsele (2023)                      | 1.1  | Linda Zanetti          | UAE Development Team           |
| 22    | Campionati panamericani - In linea (2023)      | CC   | Skylar Schneider       | Stati Uniti                    |
| 25    | Gran Premio della Liberazione PINK (2023)      | 1.2  | Silvia Zanardi         | BePink                         |
| 26-30 | Tour of the Gila (2023)                        | 2.2  | Austin Killips         | Amy D Foundation               |
| 27-30 | Gracia-Orlová (2023)                           | 2.2  | Jenny Rissveds         | Svezia                         |
| 29    | Leiedal Koerse (2023)                          | 1.2  | Julia Kopecký          | AG Insurance-NXTG U23          |
| 29    | reVolta (2023)                                 | 1.1  | Claire Steels          | Israel Premier Tech Roland     |

### Maggio
| Data  | Prova                                         | Cat. | Vincitore         | Squadra                         |
| ----- | --------------------------------------------- | ---- | ----------------- | ------------------------------- |
| 5     | La Classique Morbihan (2023)                  | 1.1  | Gaia Masetti      | AG Insurance-Soudal Quick-Step  |
| 6     | GP Eco-Struct (2023)                          | 1.1  | Amalie Dideriksen | Uno-X Pro Cycling Team          |
| 6     | Grand Prix du Morbihan Femmes (2023)          | 1.1  | Grace Brown       | FDJ-SUEZ                        |
| 7     | Trofee Maarten Wynants (2023)                 | 1.1  | Chiara Consonni   | UAE Team ADQ                    |
| 9-13  | Bretagne Ladies Tour (2023)                   | 2.1  | Grace Brown       | FDJ-SUEZ                        |
| 14    | Tour of Bostonliq II Ladies (2023)            | 1.2  | Yanina Kuskova    | Uzbekistan                      |
| 16    | Durango-Durango Emakumeen Saria (2023)        | 1.1  | Ashleigh Moolman  | AG Insurance-Soudal Quick-Step  |
| 18-21 | Joe Martin Stage Race (2023)                  | 2.2  | Lauren Stephens   | EF Education-Tibco-SVB          |
| 19    | Veenendaal-Veenendaal Classic (2023)          | 1.1  | Lotte Kopecky     | Team SD Worx                    |
| 20    | Omloop der Kempen Ladies (2023)               | 1.2  | Charlotte Kool    | Team DSM                        |
| 21    | Antwerp Port Epic Ladies (2023)               | 1.1  | Marthe Truyen     | Fenix-Deceuninck                |
| 25-28 | Tour de Feminin (2023)                        | 1.1  | Olha Kulynych     | Duolar-Chevalmeire Cycling Team |
| 27    | Ladies Tour of Estonia (2023)                 | 1.2  | Olga Shekel       | Ucraina                         |
| 28    | Gran Premio Ciudad de Eibar (2023)            | 1.1  | Olivia Baril      | UAE Development Team            |
| 29    | GP Mazda Schelkens (2023)                     | 1.1  | Dina Scavone      | Carbonbike Giordana by Gen Z    |
| 31-4  | Vuelta Ciclista Andalucía Ruta del Sol (2022) | 2.1  | Katrine Aalerud   | Movistar Team Women             |

### Giugno
| Data  | Prova                                                       | Cat. | Vincitore        | Squadra                          |
| ----- | ----------------------------------------------------------- | ---- | ---------------- | -------------------------------- |
| 3-4   | Belgrade GP Woman Tour (2023)                               | 2.2  | Nikola Bajgerová | MAT Atom Deweloper Wrocław       |
| 4     | Alpes Grésivaudan Classic (2023)                            | 1.1  | Évita Muzic      | Francia                          |
| 4     | Dwars door de Westhoek (2023)                               | 1.1  | Pfeiffer Georgi  | Team DSM                         |
| 7-11  | Vuelta Ciclistica Internacional Femenina a Guatemala (2023) | 2.2  | Lilibeth Chacón  | Clarus Merquimia Group-Strongman |
| 9-10  | CIC-Tour Féminin International des Pyrénées (2023)          | 2.1  | Marta Cavalli    | FDJ-SUEZ                         |
| 10    | Dwars door het Hageland (2023)                              | 1.1  | Lotte Kopecky    | Team SD Worx                     |
| 11    | Flanders Diamond Tour (2023)                                | 1.1  | Julie De Wilde   | Fenix-Deceuninck                 |
| 13    | Mont Ventoux Dénivelé Challenges (2023)                     | 1.2  | annullata        | annullata                        |
| 14-18 | Lotto Belgium Tour (2023)                                   | 2.1  | annullata        | annullata                        |
| 17    | Regiónom Nitrianskeho Kraja (2023)                          | 1.1  | Nora Jenčušová   | Bepink                           |

### Luglio
| Data  | Prova                                                | Cat. | Vincitore          | Squadra                          |
| ----- | ---------------------------------------------------- | ---- | ------------------ | -------------------------------- |
| 1°    | GP of the Mayor of the city Žiar nad Hronom (2023)   | 1.2  | Antri Christoforou | Cipro                            |
| 2     | Tour de Berlin Feminin (2023)                        | 1.2  | Elena Hartmann     | Israel Premier Tech Roland       |
| 8     | Visegrad 4 Ladies Series - Slovakia (2023)           | 1.2  | Linda Zanetti      | UAE Development Team             |
| 9     | Districtenpijl - Ekeren-Deurne (2023)                | 1.1  | Lieke Nooijen      | Parkhotel Valkenburg             |
| 9     | Delta Road Race (2023)                               | 1.2  | annullata          | annullata                        |
| 12-16 | Baloise Ladies Tour (2023)                           | 2.1  | Lucinda Brand      | Lidl-Trek                        |
| 16    | Women's Cycling Grand Prix Stuttgart & Region (2023) | 1.2  | Elena Pirrone      | Israel Premier Tech Roland       |
| 19-23 | Vuelta Ciclista a Chile Femenina (2023)              | 2.2  | annullata          | annullata                        |
| 26-30 | Vuelta a Colombia Femenina (2023)                    | 2.2  | Lilibeth Chacón    | Clarus Merquimia Group-Strongman |
| 28-30 | Princess Anna Vasa Tour (2023)                       | 2.2  | Valeriya Kononenko | Ucraina                          |

### Agosto
| Data  | Prova                                                       | Cat. | Vincitore            | Squadra                 |
| ----- | ----------------------------------------------------------- | ---- | -------------------- | ----------------------- |
| 1°-3  | Tour of Uppsala (2023)                                      | 2.1  | annullata            | annullata               |
| 12    | La Périgord Ladies (2023)                                   | 1.2  | Amber Kraak          | Team Jumbo-Visma        |
| 13    | La Picto-Charentaise (2023)                                 | 1.2  | Gladys Verhulst-Wild | FDJ-SUEZ                |
| 15    | Grote Prijs Yvonne Reynders (2023)                          | 1.2  | Eline van Rooijen    | AG Insurance-NXTG U23   |
| 15-20 | Le Tour de Femina Malaysia (2023)                           | 2.1  | annullata            | annullata               |
| 18    | Konvert Kortrijk Koerse (2023)                              | 1.1  | Daria Pikulik        | Human Powered Health    |
| 19    | GP Oetingen by St Feuillien (2023)                          | 1.1  | Simone Boilard       | St Michel-Mavic-Auber93 |
| 19    | Grand Prix Kaisareia WE (2023)                              | 1.2  | Olga Zabelinskaya    | Uzbekistan              |
| 22    | Egmont Cycling Race Women (2023)                            | 1.2  | Heidi Franz          | DNA Pro Cycling         |
| 24-27 | Giro della Toscana Femminile-Memorial Michela Fanini (2023) | 2.2  | Alessia Vigilia      | Top Girls Fassa Bortolo |

### Settembre
| Data  | Prova                                                               | Cat. | Vincitore           | Squadra                    |
| ----- | ------------------------------------------------------------------- | ---- | ------------------- | -------------------------- |
| 3     | Grote Prijs Beerens (2023)                                          | 1.1  | Chiara Consonni     | UAE Development Team       |
| 5-11  | Tour Cycliste Féminin International de l'Ardèche (2023)             | 2.1  | Marta Cavalli       | FDJ-SUEZ                   |
| 9     | À Travers les Hauts-de-France (2023)                                | 1.2  | Valentine Fortin    | Cofidis Women Team         |
| 10    | La Choralis Fourmies Féminine (2023)                                | 1.2  | Marta Lach          | CERATIZIT-WNT Pro Cycling  |
| 13    | Grisette Grand Prix de Wallonie (2023)                              | 1.2  | Marta Lach          | CERATIZIT-WNT Pro Cycling  |
| 15    | Chrono Féminin de la Gatineau (2023)                                | 1.1  | Anna Kiesenhofer    | Israel Premier Tech Roland |
| 15-16 | Tour de la Semois (2023)                                            | 2.2  | Karlijn Swinkels    | Team Jumbo-Visma           |
| 15-17 | Watersley Womens Challenge (2023)                                   | 2.2  | Dominika Włodarczyk | Polonia                    |
| 16    | Tour de Gatineau (2023)                                             | 1.1  | Megan Jastrab       | Stati Uniti                |
| 17    | Grand Prix International d'Isbergues - Pas de Calais Féminin (2023) | 1.1  | Valentine Fortin    | Cofidis Women Team         |
| 20    | Campionati europei - Cronometro (2023)                              | CC   | Marlen Reusser      | Svizzera                   |
| 23    | Campionati europei - In linea (2023)                                | CC   | Mischa Bredewold    | Paesi Bassi                |

### Ottobre
| Data  | Prova                                                          | Cat. | Vincitore             | Squadra                                  |
| ----- | -------------------------------------------------------------- | ---- | --------------------- | ---------------------------------------- |
| 3     | Binche-Chimay-Binche pour Dames (2023)                         | 1.1  | Pfeiffer Georgi       | Team DSM-Firmenich                       |
| 3     | Tre Valli Varesine (2023)                                      | 1.1  | Liane Lippert         | Movistar Team                            |
| 3     | Grand Tour de Ciclismo de SC Feminina (2023)                   | 1.2  | Paula Andrea Carrasco | Colombia Pacto Por El Deporte-GW Shimano |
| 4     | GP Urubici de Ciclismo Feminina (2023)                         | 1.2  | Vanesa Martinez       | Colombia Pacto Por El Deporte-GW Shimano |
| 4-8   | International Syrian Tour (2023)                               | 2.2  | non disputata         | non disputata                            |
| 5     | GP Internacional de Ciclismo de Santa Catarina Feminina (2023) | 1.2  | Elizabeth Castaño     | Colombia Pacto Por El Deporte-GW Shimano |
| 10-11 | Tour of Wenzhou Women's International Road Race (2023)         | 2.2  | annullata             | annullata                                |
| 12-15 | Vuelta Internacional Femenina a Costa Rica (2023)              | 2.2  | Lilibeth Chacón       | Clarus Merquimia Group-Strongman         |
| 14-17 | Go Philippines Tour International (2023)                       | 2.2  | annullata             | annullata                                |
| 15    | Crono delle Nazioni (2022)                                     | 1.1  | Anna Kiesenhofer      | Austria                                  |
| 22    | Campionati panamericani - Cronometro (2023)                    | CC   | Kristen Faulkner      | Stati Uniti                              |
| 23    | Campionati panamericani - In linea (2023)                      | CC   | Lauren Stephens       | Stati Uniti                              |